# Helena Bobińska
Helena Bobińska 1887. május 9. – 1968. június 9. lengyel írónő, a kommunista rendszerben számos gyermek- és ismeretterjesztő könyv szerzője, többek között Sztálin gyermekéveiről (Soso. Dziecięce i szkolne lata Stalina).

## Élete

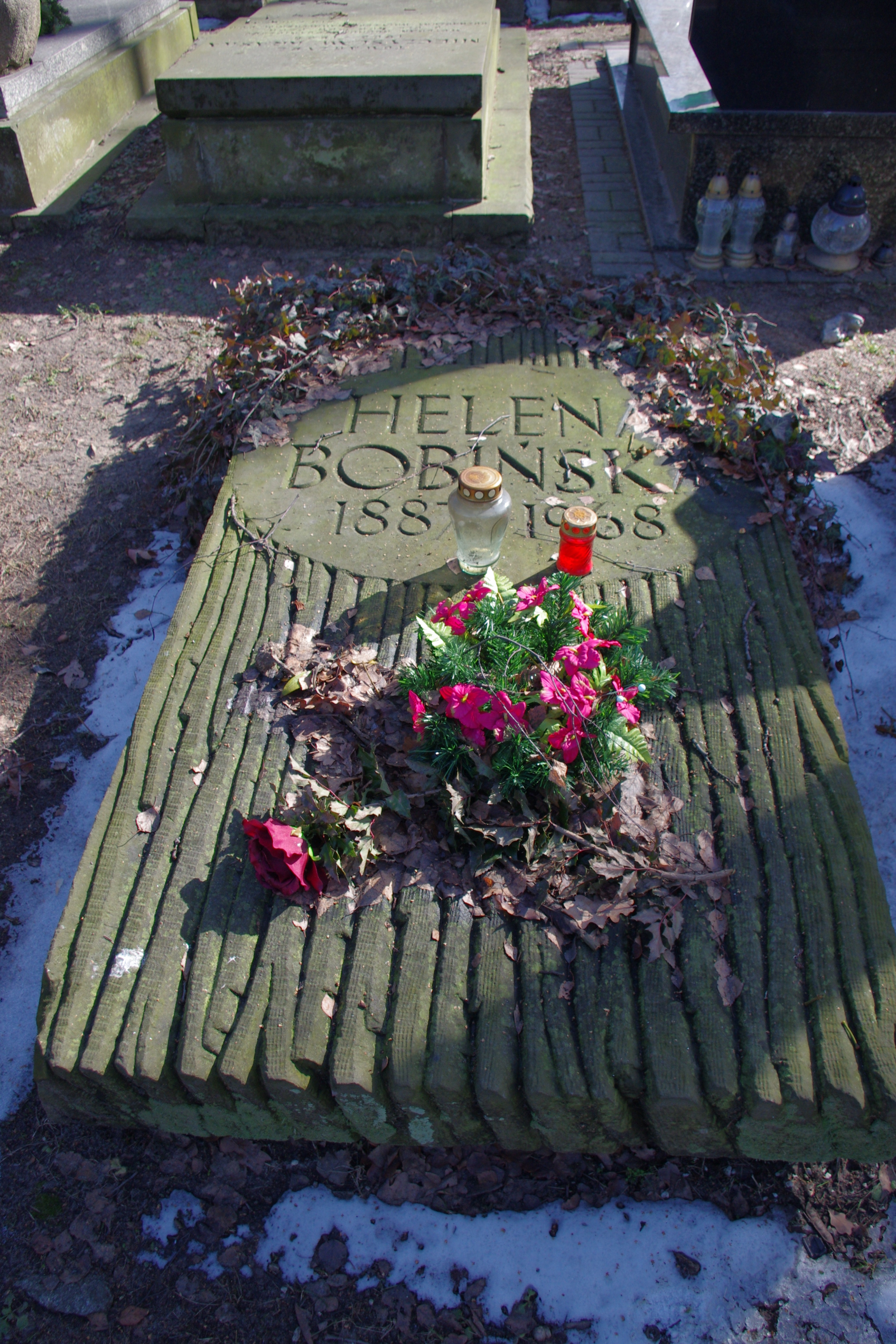
Sírja a Powązki katonai temetőben

Tevékenyen részt vett a munkásmozgalomban, tagja volt a Lengyel Királyság és Litvánia Szociáldemokrata Pártjának (Socjaldemokracja Królestwa Polskiego i Litwy, SDKPiL). A két világháború között emigrációban élt a Szovjetunióban. Moszkvában számos orosz és lengyel folyóirat munkatársa. 1936-tól a kijevi lengyel színház dramaturgja. 1945-ben visszatért Lengyelországba. Makszim Gorkij és Gogol műveinek fordítója. Több ifjúsági regényt írt, melyek közül legismertebb a Lipniacy (Lipnikiek, 1948). Egy elbeszélését magyarul a Párizsban megjelenő Szikra című lap közölte 1931. március 7-i számában.

## Munkássága
Gyerekkönyveinek nagy része a szocialista realizmus stílusában készült. Különösen sikeres volt gyermekkönyve, A Kabunauri nemzetség bosszúja, amelyet 1930-ban Lengyelországban, 1931-ben németül adtak ki. Bobińska műveit lefordították orosz, bolgár, szlovák, cseh, német, norvég, magyar és bengáli nyelvre. Számos díjat nyert munkáiért, többek között megkapta a Lengyelország Újjászületése érdemrendet és a Munka Vörös Zászló Érdemrendjét.

## Művei
- O szczęśliwym chłopcu (1918)
- Tajemnica Romka (1926)
- Stach Sobie-pan (1929)
- Zemsta rodu Kabunauri (1930) A Kabunauri nemzetség bosszúja (fordította: Mészáros István; Ifjúsági, Budapest, 1952)
- Ludzie Czerwonego Frontu. Powieść z życia kolektywników polskich na Białorusi (1932)
- Maria Skłodowska-Curie (1945)
- Lipniacy (1948)
- O wakacyjnej zabawie w sprawiedliwą republikę (1949)
- O kotku góralu (1949)
- Sąd pionierów (1925, nemzeti kiadás 1950)
- Pionierzy (1951)
- Spisek (1952)
- Soso. Dziecięce i szkolne lata Stalina (1953)
- Pamiętnik tamtych lat, cz. 1 (1963)
- O królu słońcu i jego czterech córkach (1971) Mese Napkirályról és a négy lányáról (fordította: Migray Emőd; Nasza Księgarnia–Móra, Warszawa–Budapest, 1977)

## Magyarul
- A Kabunauri nemzetség bosszúja; ford. Mészáros István; Ifjúsági, Bp., 1952
- Mese Napkirályról és a négy lányáról; ford. Migray Emőd; Nasza Księgarnia–Móra, Varsó–Bp., 1977

## Fordítás
- Ez a szócikk részben vagy egészben  a   Helena Bobińska című német Wikipédia-szócikk ezen változatának fordításán alapul.  Az eredeti cikk szerkesztőit annak laptörténete sorolja fel. Ez a jelzés csupán a megfogalmazás eredetét és a szerzői jogokat jelzi, nem szolgál a cikkben szereplő információk forrásmegjelöléseként.